# (31318) 1998 GQ10
(31318) 1998 GQ10  es un asteroide perteneciente al grupo de los asteroides que cruzan la órbita de Marte.
Fue descubierto el 4 de abril de 1998 por J.V. McClusky desde el Observatorio de Fair Oaks Ranch en Texas, Estados Unidos.

## Designación y nombre
Designado provisionalmente como 1998 GQ10. 

## Características orbitales
(31318) 1998 GQ10 está situado a una distancia media del Sol de 2,572 ua, pudiendo alejarse hasta 3,608 ua y acercarse hasta 1,536 ua. Su excentricidad es 0,403 y la inclinación orbital 6,265 grados. Emplea 1506,86 días en completar una órbita alrededor del Sol.
Las próximas aproximaciones a la órbita de Júpiter ocurrirán el  15 de mayo de 2103, el 18 de febrero de 2116 y el 23 de noviembre de 2185.

## Características físicas
La magnitud absoluta de (31318) 1998 GQ10 es 15,66. 